# The Horrors of Oakendale Abbey
The Horrors of Oakendale Abbey (traduzione letterale "Gli orrori dell'abbazia di Oakendale") è un romanzo gotico, pubblicato dapprima anonimo nel 1797, e successivamente con lo pseudonimo "Mrs Carver," dalla casa editrice sensazionalistica Minerva Press di Londra. Il romanzo ottenne un enorme successo anche oltreoceano. Questo romanzo si inserisce a pieno titolo nel genere gotico. Qui la tensione è tutta rivolta al grottesco e al fisico invece che relegata al sogno o alla sfera metafisica. Il testo anticipa di 20 anni l'uscita di Frankenstein di Mary Shelley.

## Autore
Probabilmente il romanzo fu scritto da Anthony Carlisle, un famoso chirurgo. Il nome dell'autrice "Carver" (letteralmente: "scavatore") potrebbe indicare proprio il suo lavoro.

## Trama
Laura è una giovane donna che si rifugia in Inghilterra scappando dalla Francia rivoluzionaria. Caduta vittima delle mire di conquista di Lord Oakendale, Laura trascorre del tempo prigioniera della abbazia nella quale il conte la rinchiude. Il vile scopo del vecchio è fare sì che la donna capitoli ai suoi piedi, vinta dal terrore di rimanere completamente sola ed isolata. Laura esplora l'abbazia, che secondo le dicerie locali fu teatro di efferati delitti e per questo ora è infestata di mostri e fantasmi. Il comprensorio è a tutti gli effetti un covo di resurrezionisti, ovvero cacciatori di cadaveri appena sepolti, sui quali venivano praticati esperimenti per riportare i corpi morti in vita.